# Gustav Lukas
Gustav Lukas (* 27. August 1857 in Wien; † 3. Februar 1926 ebenda) war ein österreichischer Turnpädagoge. 

## Leben und Wirken
Nach dem Schulbesuch studierte er an den Universität Wien Medizin und Philosophie. 1878/79 nahm er am Turnlehrerbildungskurs Hoffers teil und wurde daraufhin Hilfsturnlehrer und ab 1890 festangestellter Turnlehrer an der Staatsrealschule im VII. Wiener Bezirk. Nach dem Tod Hoffers übernahm er die Leitung der Turnlehrerbildungskurse in Wien und wurde 1893 Leiter der Universitätsturnanstalt. Ersteres gab er 1913 in jüngere Hände und 1914 übergab er ebenfalls die Leitung der Turnanstalt an der Universität Wien seinem Nachfolger und setzte sich zur Ruhe.

## Schriften (Auswahl)
- Zur Organisation des Turnunterrichtes. Wien 1885.
- Die k.k. Universitäts-Turnanstalt in Wien. Ein Beitrag zur Geschichte des Schulturnens in Österreich. Wien 1888.
- Die Übungen im Hang an den waagrechten Leitern, in: Ms. für das Turnwesen. Wien 1892.
- Gymnastik für die Jugend. Unveränderte Ausgabe der ersten, im Jahre 1793 erschienenen Auflage Pichler, Wien [u. a.], 1893